# アメリカ・ユダヤ人共同配給委員会
アメリカ・ユダヤ人共同配給委員会（アメリカ・ユダヤじんきょうどうはいきゅういいんかい、American Jewish Joint Distribution Committee, JDC）は救援機関。ジョイント（"the Joint", "JOINT"）として知られる。45のユダヤ人救援団体で構成される「災害援助ユダヤ人連合」の活動調整役を果たしている。
1914年設立。

## 概要
ユダヤ人、異教徒を問わず、救援活動を行う。85以上の国で活動しており、2001年にはエルサルバドル、インド西部の地震における救助活動を行った。
1933年から1939年までの間に250,000人のドイツのユダヤ人と、125,000人のオーストリアのユダヤ人を救助し、ポーランドとユーゴスラビアにおける対ナチス・パルチザンを助けた。
神戸にあったユダヤ人コミュニティーは戦時中大半が上海に移動し、1万8000人のコミュニティーが上海に形成されたが、その際支援活動を行った（日本のユダヤ人を参照）。
最近ではソ連のユダヤ人（食糧配給など）、ベタ・イスラエル、イエメン・ユダヤ人、イラクのユダヤ人の救援活動を行っている。
2007年、委員会に対してイスラエル国家からイスラエル賞が授与された。